# 우장춘
우장춘(禹長春), 1898년 4월 8일~1959년 8월 10일)은 일본 도쿄에서 출생한 대한민국의 농생물과학자, 식물학자, 원예육종학자이며 농학박사이다.

## 생애
1945년 8·15 광복 이후 일본에서 대한민국으로 건너왔으며, 아버지 우범선의 오류가 그에게 일평생토록 짐이 되었지만, 대한민국의 식물학과 농학을 종합과학의 활성화로 이끄는 견인차 역할을 했다. 
특히 아직도 부산광역시에는 그의 업적을 기리는 박물관(우장춘 기념관)이 있다.

### 경력
을미사변 당시 명성황후 살해에 적극적으로 가담했던 조선인 우범선(禹範善)하고 일본인 어머니 사카이 나카(酒井 ナカ) 사이에서 2남 중 장남으로 1898년 일본 도쿄에서 태어났다. 
명성황후의 원한을 갚고자 했던 고영근에 의해 그의 아버지 우범선이 살해됐고, 과부가 된 그의 일본인 어머니는 우장춘을 잠시 보육원을 거쳐 사찰에 맡겼다. 
그의 아버지 우범선은 조선에서 훈련대대장을 역임하던 중 일본인 자객들과 함께 공모하여 명성황후를 살해했으며, 그 이후 일본으로 망명하였다. 
우범선은 1903년 고영근에 의해 암살되었으며 이후 보육원에서 잠시 지냈고 보육원 시절 일본 본토 원생들에게 핍박을 받기도 했는데 그 후 보육원을 거쳐 도쿄 회운사라는 사찰(寺刹)로 옮겨 회운사 주지승(아라이 선사), 그리고 동자승들하고는 비교적 돈독히 지내었으며 그 후 가내 사정이 완화되자 사찰을 떠나며 어머니의 손에 자라게 되었다.
1916년 4월 동경제국대학 농학실과에 입학했다. 
대학교를 나온 후 일본 농림성 농사시험장 고원(雇員)으로 취직했고, 그를 아꼈던 데라오 박사의 도움으로 농사시험장 기수(技手)가 됐다. 
1936년 5월 4일에는 그의 모교에서 "종(種)의 합성"이라는 논문으로 농학박사 학위를 받았다.
1949년에 한국농업과학연구소를 창설한 이승만 정부는 우장춘에게 연구소의 운영을 부탁했고, 그는 1950년 3월 8일 대한민국에 귀국했다. 
우장춘은 일본에 부인하고 자녀들을 일본에 남겨두었을 뿐만 아니라 그들에게 한국어 교육을 전혀 시키지 않았기 때문에 아직도 이승만 정부는 우장춘을 믿지 못했고, 차라리 급기야는 그의 출국마저도 금지했는데, 그 까닭은 당시 한일 관계가 좋지 않았기 때문이었다. 
모친상을 당했을 때도 그는 아직도 일본으로의 출국이 금지됐었기 때문에, 원예시험장의 강당에서 어머니의 위령제를 지냈으며, 그 당시에 전국 각지에서 보내진 조의금을 개인적으로 사용한 것이 아니라 원예시험장에 물이 부족했던 탓에 '자유천'이라는 우물을 파내도록 하고 사용하게 하였다.
채소종자의 육종합성에 성공하고 벼의 수도이기작(水稻二期作)을 연구하였다. 
우장춘 박사는 씨 없는 수박을 만들기도 했는데 이는 농업과학협회에서 개발된 여러 작물 종자들을 보급하기 위해 홍보용으로 만든 것이었다. 
씨 없는 수박을 처음 만든 사람은 일본인이며 기하라 히토시(木原 仁)가 1947년에 만들었다. 
그런데 우장춘 박사는 이것을 대한민국에서 처음으로 만들어 시연하였기 때문에 우장춘 박사가 씨 없는 수박을 최초로 만든 이인양 인식되기도 하였었다. 
우장춘은 1957년 부산시 제1회 문화상 과학부문상을 받았다. 
1958년 농림부 농사원 원예시험장 대표 수장이 되고, 1959년 안익태에 이어 두 번째로 대한민국 문화포장을 받았다. 
그의 연구소는 학생들의 수학여행 견학코스가 되기도 하였고 연구소에서는 늘 고무신 차림이었기에 '고무신 박사'라고 불리기도 하였다. 
한국에 온 지 9년이 되던 우장춘은 너무나 고된 일과를 보낸 탓에 1959년 8월 10일, 향년 62세의 나이로 그의 배우자 와타나베 고하루(한국명 우소춘) 여사가 지켜보는 가운데 만성 위 십이지장 궤양으로 국립의료원에서 고인이 되었다.
그의 묘소는 경기도 수원 농촌진흥청 내 여기산에 있으며, 2003년 4월 21일 과학기술인 명예의 전당에 모두 헌액되었다.

## 가족 관계
- 아버지 우범선(禹範善)
- 어머니 사카이 나카(酒井 ナカ)
- 배우자 우소춘(禹小春, 와타나베 고하루(渡辺小春))

## 연구 성과
- 바이러스 감염에 취약했던 강원도 감자를 개량했다.
- 코스모스를 길거리를 아름답게 하는 꽃으로 권했다.
- 일본 재래 배추와 양배추를 교배, 한국 환경에 맞는 결구배추를 개발했다.
- 제주도 환경에 적합한 감귤 재배를 권했다.
- 페튜니아를 화초로 가꿀 수 있도록 겹꽃 개량종을 개발했다.
- 종의 합성이론을 제창하여 진화론의 새지평을 이루었으며[4], 이 내용은 현대 유전학교과서에서도 중요한 내용으로 소개되고 있다.[5]
- 유채를 일본으로부터 도입하여 제주도에서 재배할 수 있는 계기를 제공했다.
- 대한민국 문화포장

## 같이 보기
- 우범선
- 고영근
- 을미사변
- 이승만
- 제1공화국
- 씨 없는 수박
- 우장춘의 삼각형
- 한국농업과학연구소
- 유전자 공학